# Prionops poliolophus
L'averla piumata crestagrigia (Prionops poliolophus Fischer & Reichenow, 1884) è un uccello passeriforme della famiglia dei Vangidae.

## Etimologia
Il nome scientifico della specie, poliolophus, deriva dall'unione delle parole greche πολιος (polios, "grigio") e λοφος (lophos, "cresta"), col significato di "dalla cresta grigia", sicché il suo nome comune altro non ne è che la traduzione..

## Descrizione

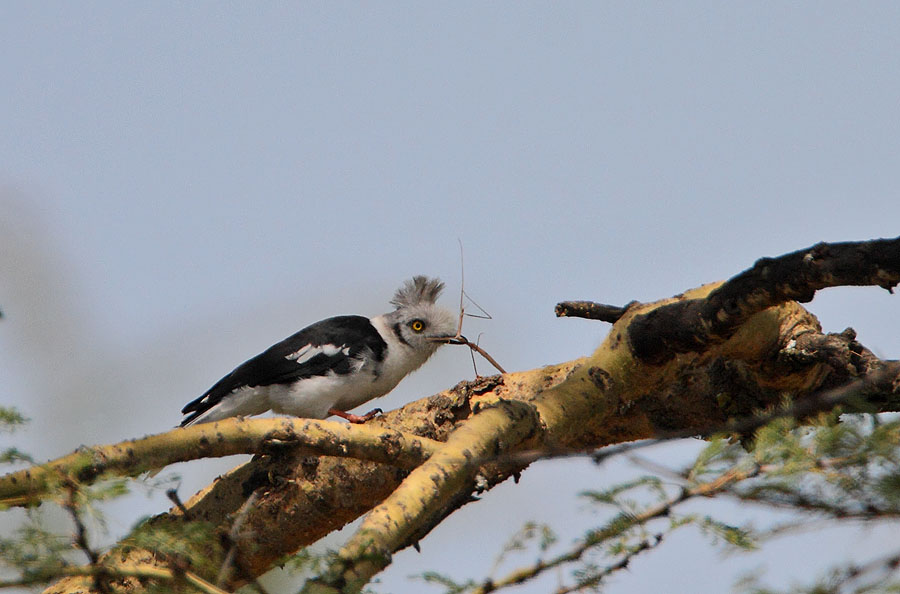
Esemplare con cresta eretta sul lago Nakuru.

### Dimensioni
Misura 23–26 cm di lunghezza e pesa circa 49 g.

### Aspetto
Si tratta di uccelli dall'aspetto robusto, muniti di grossa testa allungata e squadrata, becco uncinato, forti zampe, ali arrotondate e coda lunga e dall'estremità squadrata: questi uccelli porriedono inoltre un caratteristico ciuffo erettile di piume sulla fronte. Nel complesso, l'averla piumata crestagrigia somiglia molto all'affine averla dall'elmo crestalunga, rispetto alla quale presenta dimensioni medie maggiori e colorazione più scura.
Il piumaggio è grigio-biancastro sulla testa (più scuro sulla cresta), mentre dalla nuca parte una banda grigio-nerastra che forma due "basette" a mezzaluna ai lati della testa: collo, petto, ventre e sottocoda sono di colore bianco, mentre ali, dorso e coda sono di colore nero (le prime con copritrici dall'orlo bianco, a formare una linea continua di questo colore su tutta l'ala).
Il becco è nero, le zampe sono di color carnicino-rosato e gli occhi sono di colore giallo chiaro, con cerchio perioculare nero.

## Biologia
Si tratta di uccelli diurni e gregari, che vivono in gruppi permanenti composti anche da 12-17 individui, solitamente legati fra loro da legami di parentela (coppia riproduttrice con figli di più covate): i vari gruppi si dedicano alla difesa del territorio ed i loro membri si tengono in continuo contatto fra di loro mediante una serie di aspri richiami schioccanti.

### Alimentazione
CLa dieta di questi uccelli è poco documentata, ma verosimilmente essi si nutrono principalmente di insetti, larve ed altri invertebrati.

### Riproduzione
La specie sembrerebbe in grado di riprodursi durante tutto l'arco dell'anno, con picchi delle schiuse fra aprile e maggio: questi uccelli sono monogami, ma la coppia in riproduzione viene aiutata (specialmente durante l'allevamento della prole) anche dagli altri componenti del gruppo.
Il nido, a forma di tazza, viene costruito nel folto della vegetazione: la sua intelaiatura è fatta di solito con pezzi di corteccia, e l'interno viene foderato e reso liscio con ragnatele, che vengono utilizzate anche per far aderire il nido al ramo.

Al suo interno la femmina depone 3-4 uova: talvolta nello stesso nido possono essere deposte più covate. Tutti i membri del gruppo si dedicano alla cova, che dura tra i 16 e i 18 giorni, ed all'allevamento della prole, che dura circa un mese e mezzo.

## Distribuzione e habitat

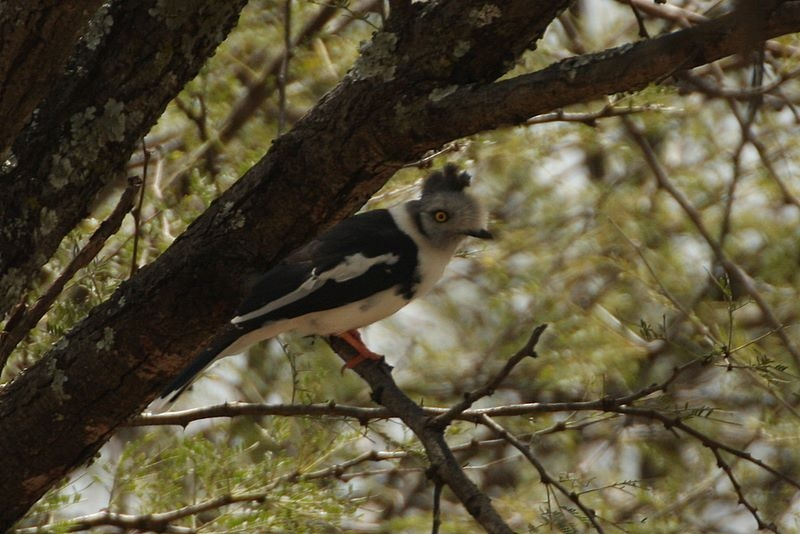
Esemplare nel Serengeti.

L'averla piumata crestagrigia occupa un areale piuttosto limitato che abbraccia l'area di confine occidentale fra Kenya e Tanzania: la maggior parte delle coppie nidificanti sembrerebbe localizzata nella zona attorno al lago Naivasha.
L'habitat di questi uccelli è rappresentato dalla savana alberata a predominanza di acacia e Tarchonantheae, oltre che dalla macchia alberata secca in prossimità dei fiumi, fino a 2200 m di quota.

## Conservazione
La specie è minacciata soprattutto dalla perdita dell'habitat e dal suo degrado, a causa dell'aumento della densità dei capi di bestiame presenti nelle zone in cui abita e alla conversione delle savane alberate in terreni agricoli, insediamenti urbani o altre strutture artificiali. Di conseguenza, essa ha subito un consistente e rapido declino, tanto che attualmente viene classificata come specie prossima alla minaccia (Near Threatened) sulla IUCN Red List.